# Akureyri
Akureyri (klemtoon op de eerste lettergreep) is een stad in het noorden van IJsland. Het is naar inwonertal de vierde stad van het land (18.235 inwoners in 2016), maar het is de enige grotere stad buiten de regio Reykjavik. Akureyri ligt aan de Eyjafjörður, dat "eilandfjord" betekent: in dit fjord ligt het eiland Hrísey. Akureyri wordt ook weleens de "hoofdstad van het noorden" genoemd (höfuðborg norðurlands).
Akureyri is bekend om zijn botanische tuin en de vele goed onderhouden particuliere tuinen rondom de woningen met bomen, planten en bloemen; zeker gezien de geografische ligging (net beneden de poolcirkel) van de stad een bijzonderheid. Andere plaatsen in Noord-IJsland zijn Húsavík, Hvammstangi, Ísafjörður, en Þórshöfn.

## Geschiedenis
De eerste bewoner van het gebied rondom Akureyri was de Viking Helgi de magere Eyvindarson, een van de vele Noren die aan het eind van de 9e eeuw Noorwegen verlieten om zich op IJsland te vestigen. Hij vestigde zich bij Kristnes. Akureyri wordt voor het eerst genoemd in 1562 toen daar een vrouw voor overspel werd veroordeeld. In de 17e eeuw gebruikten Deense handelaars de landtongen (IJslands: eyri) die in de Eyjafjörður uitstaken, voor hun pakhuizen. Ze hadden deze plek uitgezocht wegens de aanwezigheid van een natuurlijke haven en de vele goede weigronden in de omgeving. De naam Akureyri is ook min of meer van deze natuurlijke omgeving afgeleid en betekent zoiets als akkerlandtong. De Deense handelaars woonden alleen tijdens de zomermaanden in Akureyri; in de winter sloten ze hun bezittingen af en vertrokken ze naar huis. Permanente bewoning van Akureyri begon in 1778 en de plaats verkreeg acht jaar later stadsrechten door de toenmalige Deense koning, tezamen met vijf andere plaatsen. Hij hoopte daarmee de leefomstandigheden in IJsland te verbeteren, omdat in die tijd stedelijke bewoning in IJsland vrijwel afwezig was en feitelijk nog nooit bestaan had. Desondanks steeg het permanente inwonertal tot niet hoger dan twaalf. In 1836 verloor Akureyri zijn rechten, maar in 1862 kreeg het die terug. Vanaf die tijd begon Akureyri te groeien, ook weer door de aanwezigheid van goede havenfaciliteiten en mogelijk meer door de productieve agroculturele groei van de omgeving. Met de komst van de bijbehorende industrie kwam de groei in een stroomversnelling en werd het de voornaamste inkomstenbron van de stad.
Gedurende de Tweede Wereldoorlog was Akureyri de basis voor de Catalinawatervliegtuigenvloot van de Noors-Britse RAF Squadron, die konvooien van de Verenigde Staten naar Engeland en Moermansk tegen aanvallen van Duitse onderzeeërs beschermde.
In de twintigste eeuw voltrok zich ook in IJsland het proces van de urbanisatie. Handel en dienstverlening werden de belangrijkste bronnen van inkomsten in Akureyri, terwijl de goederenproducerende en -verwerkende industrieën in de jaren negentig juist afnamen.
In het begin van de 21e eeuw is de visverwerkende industrie in Akureyri in opkomst, en verwacht wordt dat deze zich verder zal ontwikkelen. De universiteit van Akureyri werd in 1987 opgericht en groeit snel.

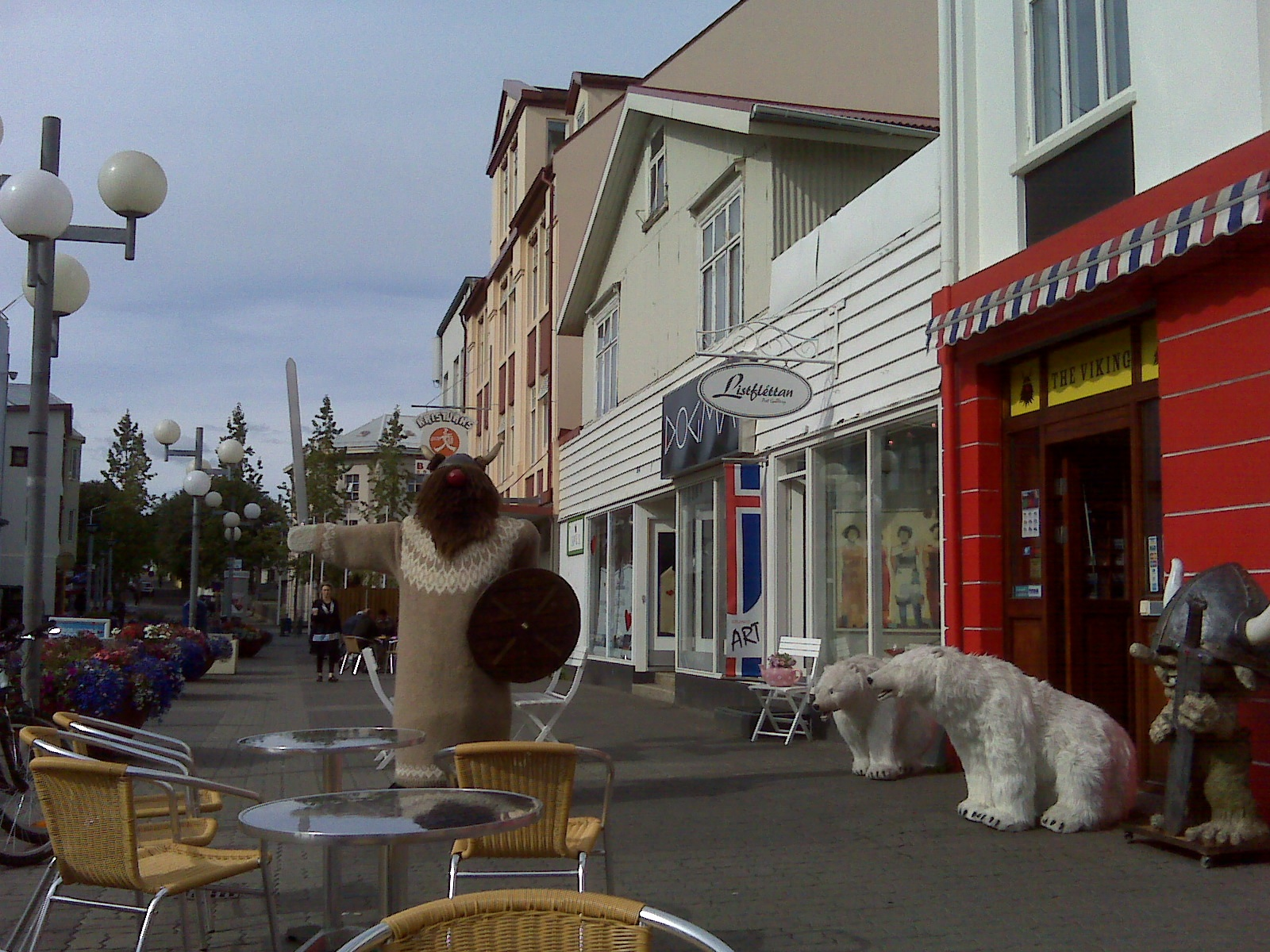
Winkelstraat in Akureyri
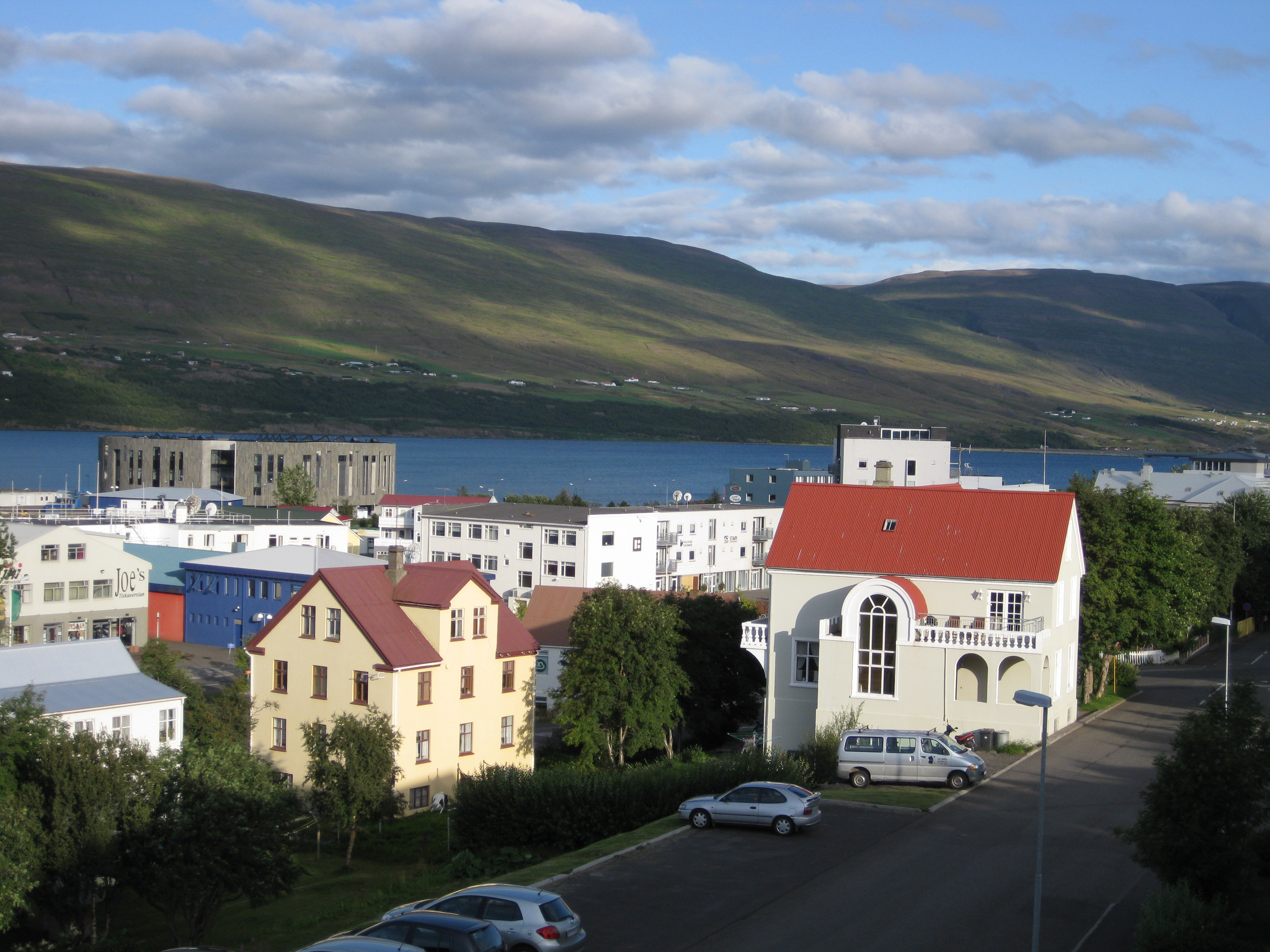
Akureyri skyline
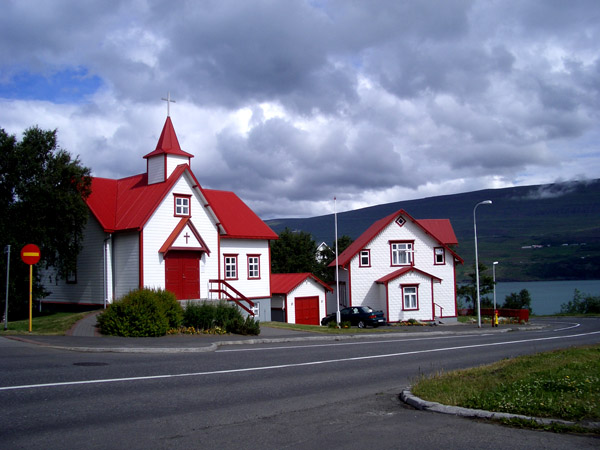
Katholieke kerk
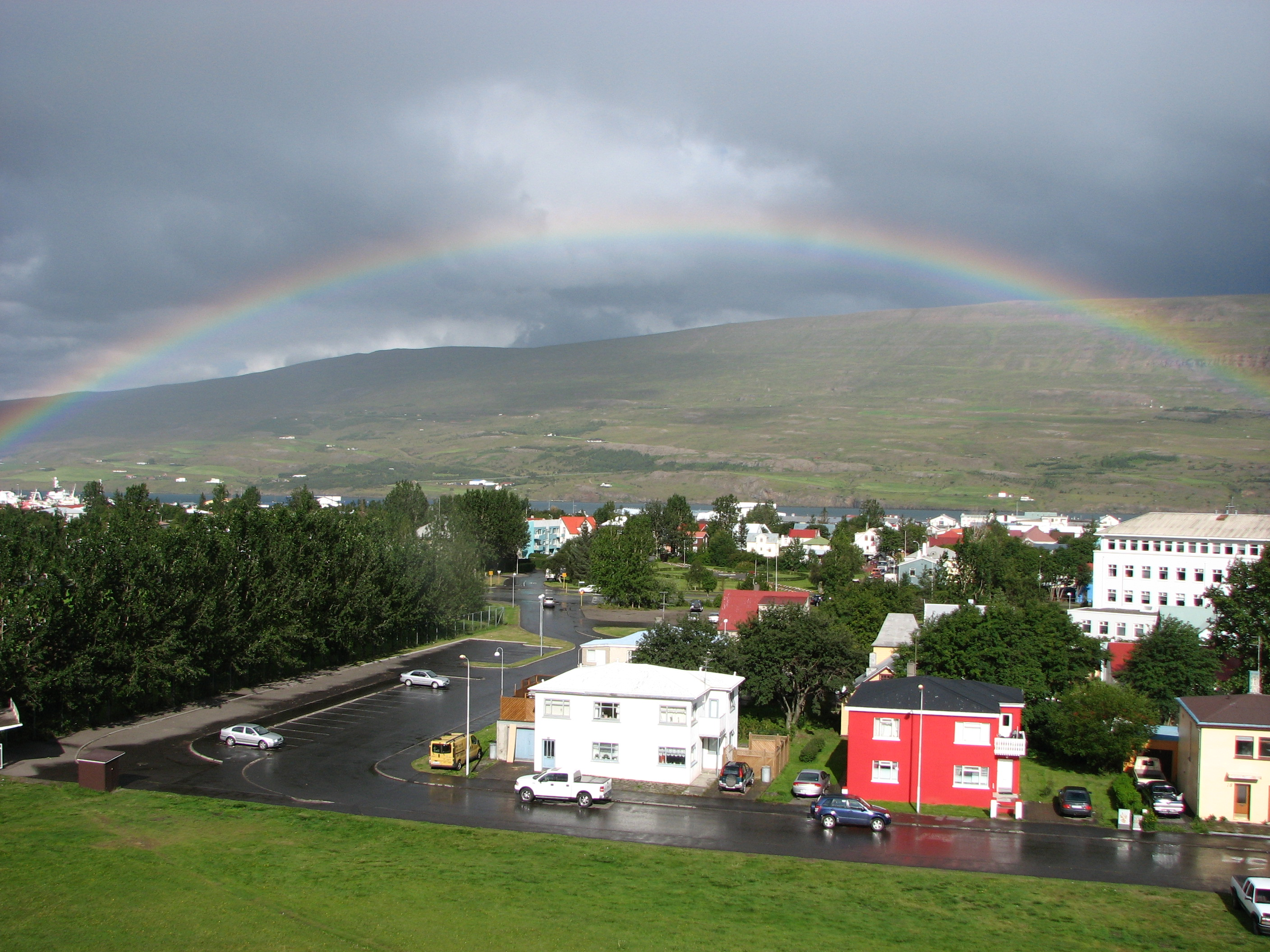
Regenboog over Akureyri, augustus 2009
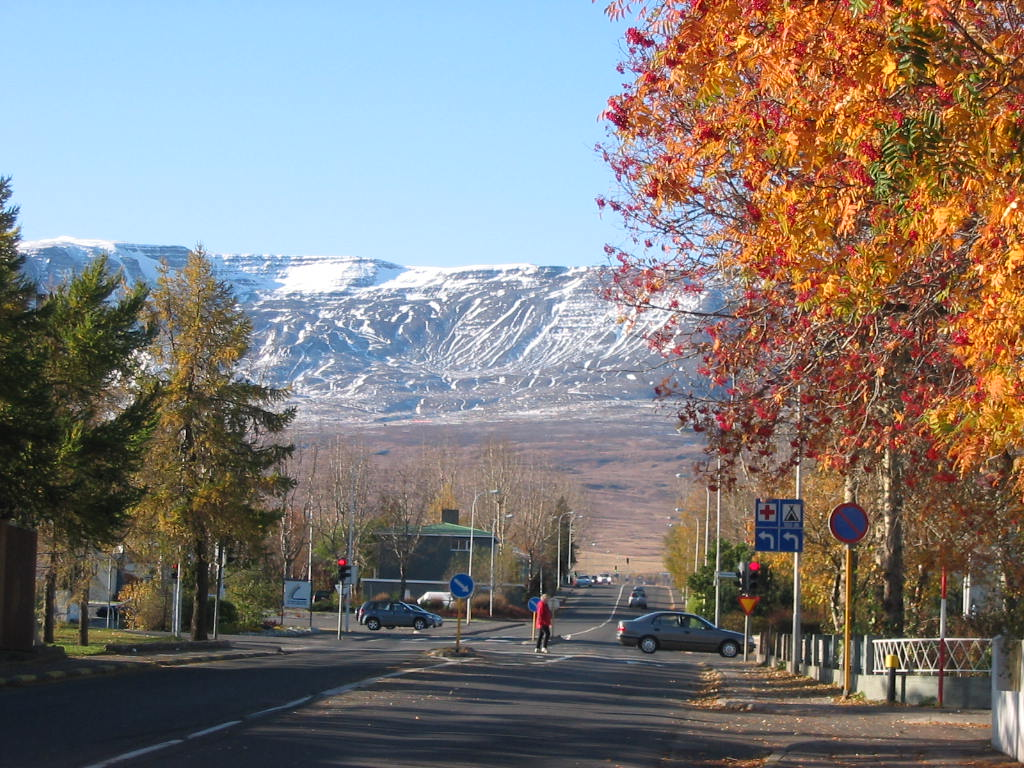
Gezicht op de bergen, nabij de stad
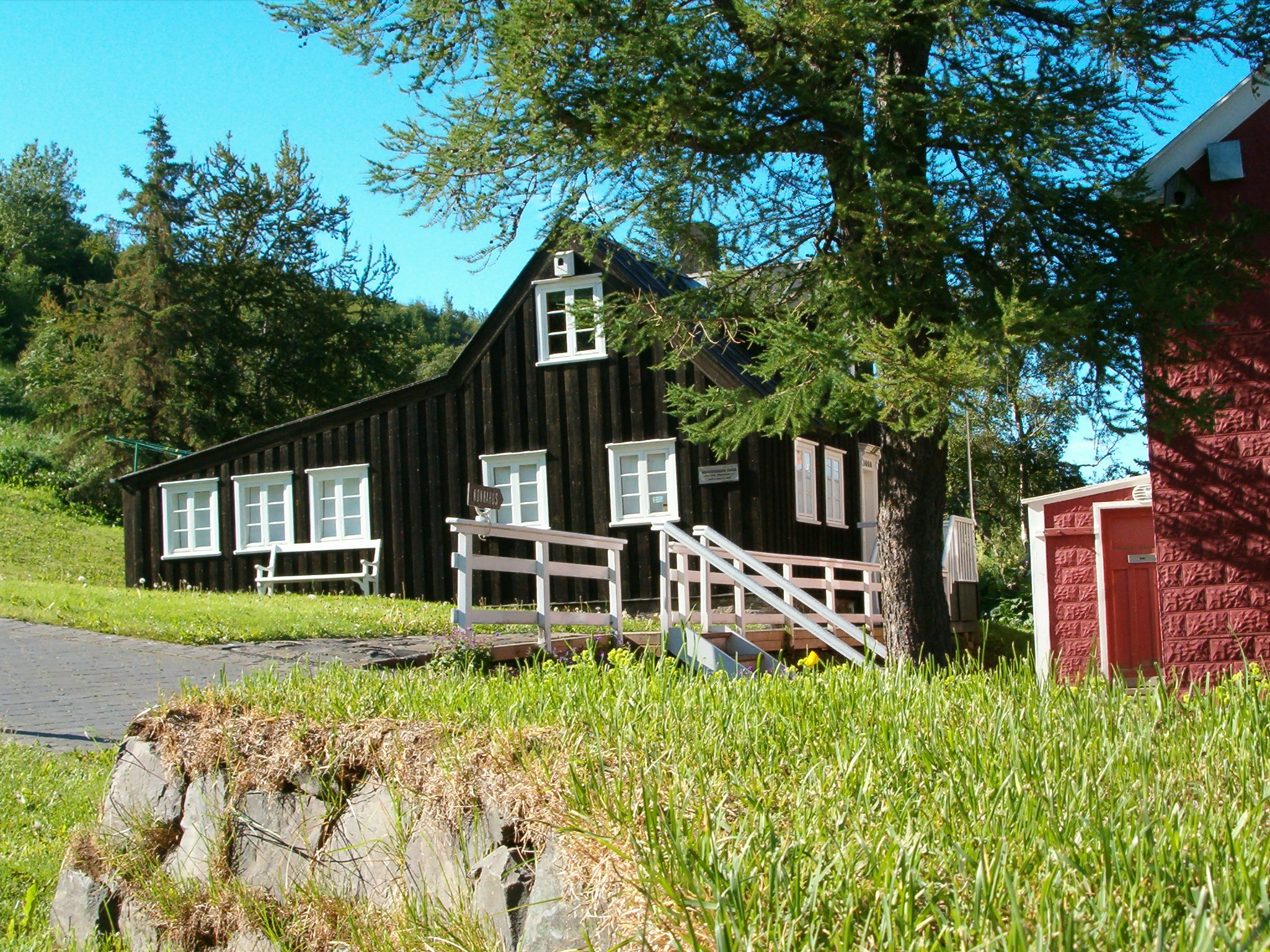
Nonnahús, museum gewijd aan kinderboekenschrijver Jón Sveinsson

## Geschiedenis van inwoneraantallen
Het inwoneraantal van Akureyri is in de laatste 250 jaar alleen maar toegenomen, vooral vanaf het begin van de 20e eeuw, omdat de stad een goede ligging heeft, maar ook door de opkomst van industrie en andere moderne apparatuur. In de laatste 50 jaar kwam er een versnelde groei omdat toen veel mensen van het platteland of kleine dorpjes naar de grotere steden (zoals Reykjavik, Garðabær, Kópavogur, Hafnarfjörður, Keflavík, Selfoss, Egilsstaðir en Akureyri) verhuisden voor hun werk. Ook nu is hier nog steeds sprake van.
| 1786 | 12     |
| 1850 | 187    |
| 1870 | 313    |
| 1880 | 439    |
| 1890 | 602    |
| 1901 | 1.370  |
| 1910 | 2.084  |
| 1920 | 2.575  |
| 1930 | 4.198  |
| 1940 | 5.564  |
| 1950 | 7.188  |
| 1960 | 8.835  |
| 1965 | 9.642  |
| 1970 | 10.755 |
| 1975 | 11.970 |
| 1980 | 13.420 |
| 1985 | 13.766 |
| 1990 | 14.174 |
| 1995 | 14.920 |
| 2000 | 15.385 |
| 2005 | 16.736 |
| 2009 | 17.481 |
| 2013 | 17.797 |

## Bestuur

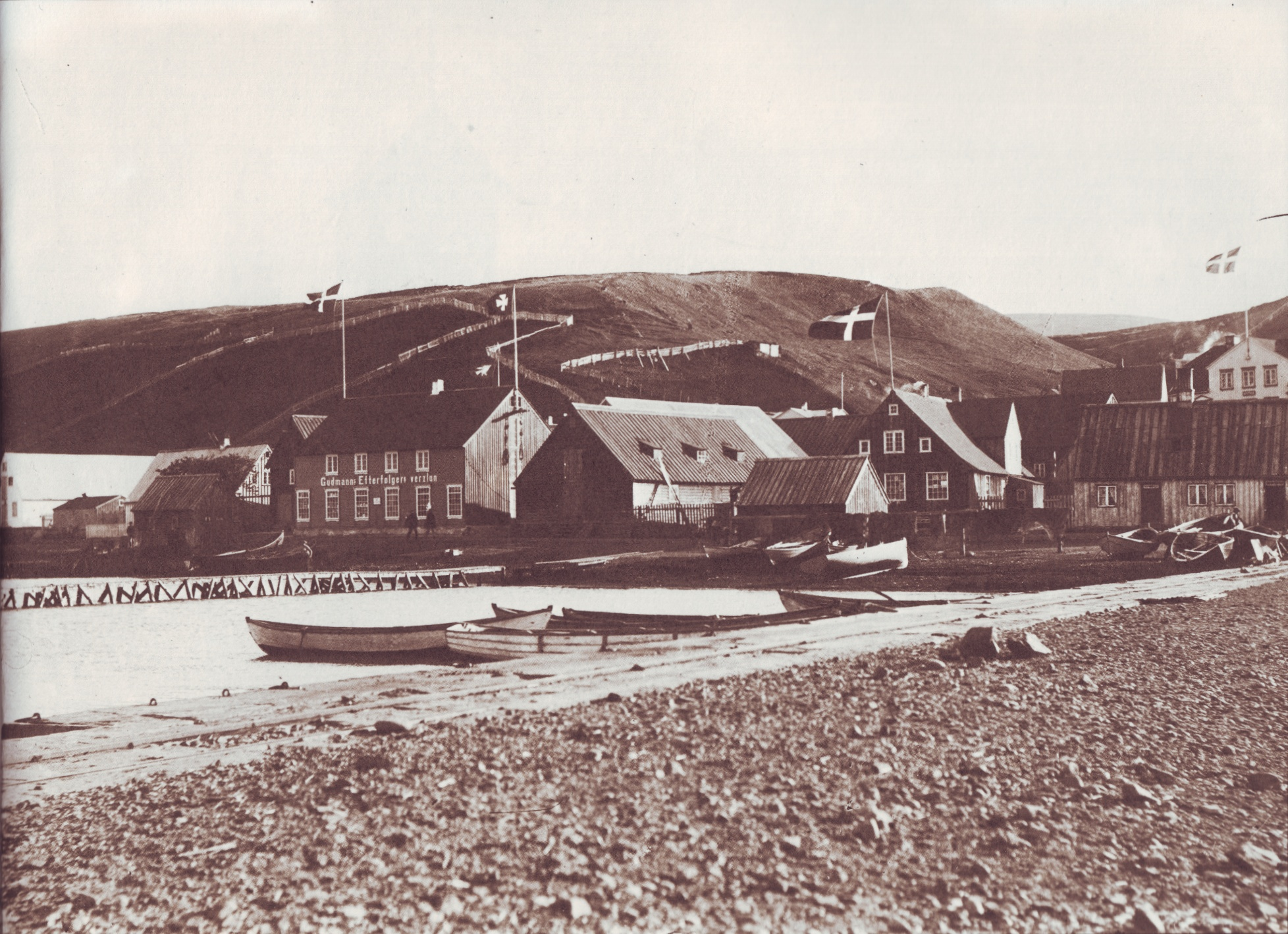
Akureyri laat in de 19e eeuw

Akureyri wordt bestuurd door een gemeenteraad. Deze raad heeft 11 leden die elke vier jaar rechtstreeks door de bevolking gekozen kunnen worden. Iedereen van 18 jaar en ouder die in de gemeente woont heeft stemrecht. De burgemeester wordt door de gemeenteraad benoemd. Meestal is dat iemand uit de gemeenteraad, maar ze mogen ook een niet-lid aanwijzen.

### Burgemeesters van Akureyri
- 1919-1934 - Jón Sveinsson
- 1934-1958 - Steinn Steinsen
- 1958-1967 - Magnús Guðjónsson
- 1967-1976 - Bjarni Einarsson
- 1976-1986 - Helgi M. Bergs
- 1986-1990 - Sigfús Jónsson
- 1990-1994 - Halldór Jónsson
- 1994-1998 - Jakob Björnsson
- 1998-2007 - Kristján Þór Júlíusson
- 2007-2009 - Sigrún Björk Jakobsdóttir
- 2009-2010 - Hermann Jón Tómasson
- 2010-2018 - Eiríkur Björn Björgvinsson
- 2018-heden - Ásthildur Sturludóttir

## Geografie

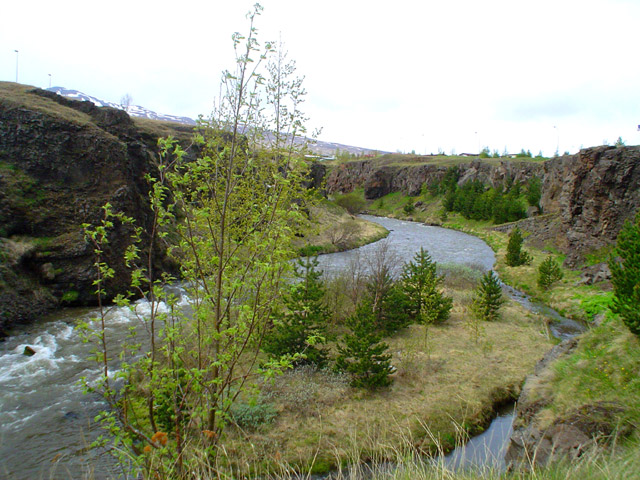
Glerá

Akureyri ligt aan de westelijke zijde van de basis van de langste fjord van IJsland, de Eyjafjörður. Het wordt omgeven door bergen, waarvan de Súlur (1213 meter) de hoogste is, gevolgd door de Hlíðarfjall (1116 meter) waar een skigebied gelegen is. De kust is een smalle en vlakke landstrook. Eerder staken er meerdere landtongen in de fjord uit. Later zijn deze oppervlakten door landwinning vergroot. De Glerá (glasrivier) stroomt dwars door Akureyri en verdeelt het als het ware in tweeën. De Glerá heeft de grootste landtong, Oddeyri, neergelegd. Het wateroppervlak tussen Oddeyri en de basis van de fjord (waar de rivier Eyjafjarðará in uitmondt) wordt Pollurinn genoemd.
Het centrum van Akureyri is het Ráðhústorg, een plein met daar omheen het winkel- en uitgaansgebied. Akureyri is in vier delen verdeeld: Innbær (het oudste deel van de stad), Brekkan (op de top van een heuvel), Oddeyri op het schiereilandje met dezelfde naam en Glerárhverfi aan de noordzijde van de Glerá. Dit laatste deel wordt ook wel Þorpið (het dorp) genoemd. Door de ligging van Akureyri aan de basis van een lange fjord en de omgeving van de bergen heerst er meer een landklimaat dan een zeeklimaat, waardoor de temperatuurschommelingen aanzienlijk kunnen zijn (relatief warm in de zomer en koud in de winter). De bergen beschermen Akureyri tegen sterke wind. Het eiland Grímsey, 40 km uit de kust op de poolcirkel gelegen, behoort tot de gemeente Akureyri.

## Economie

### Belangrijkste bedrijven
- Samherji (visverwerking)
- Norðurmjólk (zuivelverwerking)
- Brim HF
- Vífilfell (brouwerij)

## Verkeer en vervoer
Door de locatie is Akureyri een transportcentrum voor de regio. Akureyri is goed door de lucht, over zee en over land te bereiken. De ringweg (IJslands: hringvegur) loopt door Akureyri heen en verbindt het met de rest van het eiland. De plaats heeft een luchthaven die voornamelijk voor binnenlandse vluchten wordt gebruikt, maar ook voor buitenlandse. Zo vliegt Air Iceland dagelijks regelmatig naar Reykjavik, maar er vertrekken ook vluchten naar Grímsey, Vopnafjörður en Þórshöfn.
De haven van Akureyri is van vitaal belang voor de stad en de omliggende regio. Zo meren hier de vissersboten af en leveren de vangst aan de visverwerkende industrie. De haven is ook belangrijk voor het toerisme, omdat meerdere cruiseschepen in de zomermaanden Akureyri aandoen. Daarnaast wordt er veel vracht en goederen via de haven verhandeld.

## Winkelgebieden
De grootste winkelstraten in Akureyri zijn Hafnarstræti en Aðalstræti, maar ook Kaupvangsstræti en Ráðhústorg liggen in het centrum.
Ook Akureyri beschikt over een vrij groot overdekt winkelcentrum (Glerártorg) met meer dan 30 winkels. Het werd eind 2000 geopend. Sinds de opening van dit winkelcentrum is de markt behoorlijk gegroeid in Akureyri.
Ook bevindt zich nog een klein buurtwinkelcentrum vlak bij het centrum Sunnuhlið, maar hier zijn maar zo'n 4 tot 5 winkels aanwezig.

## Bezienswaardigheden

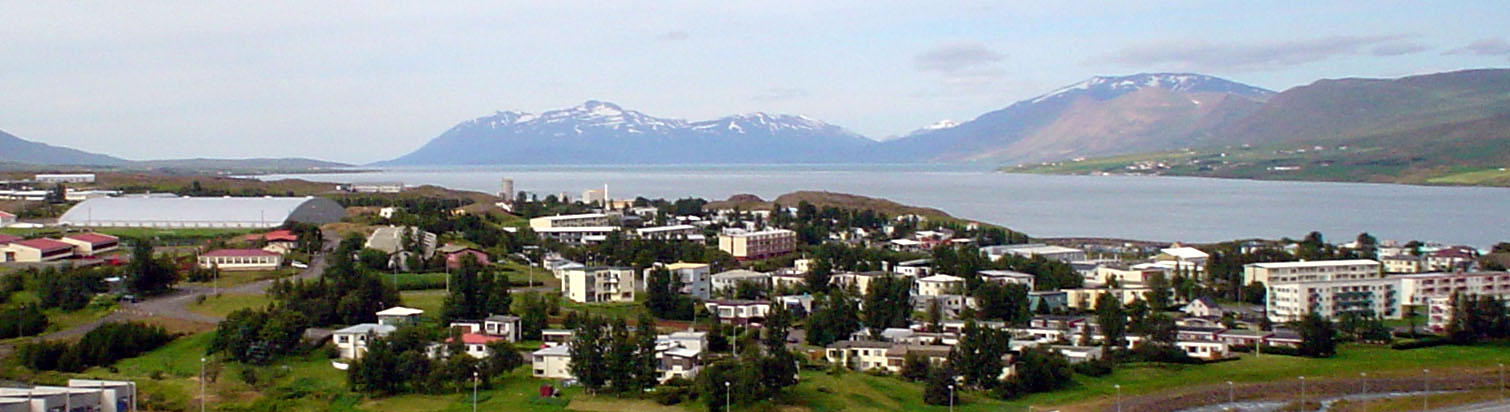
Glerárhverfi

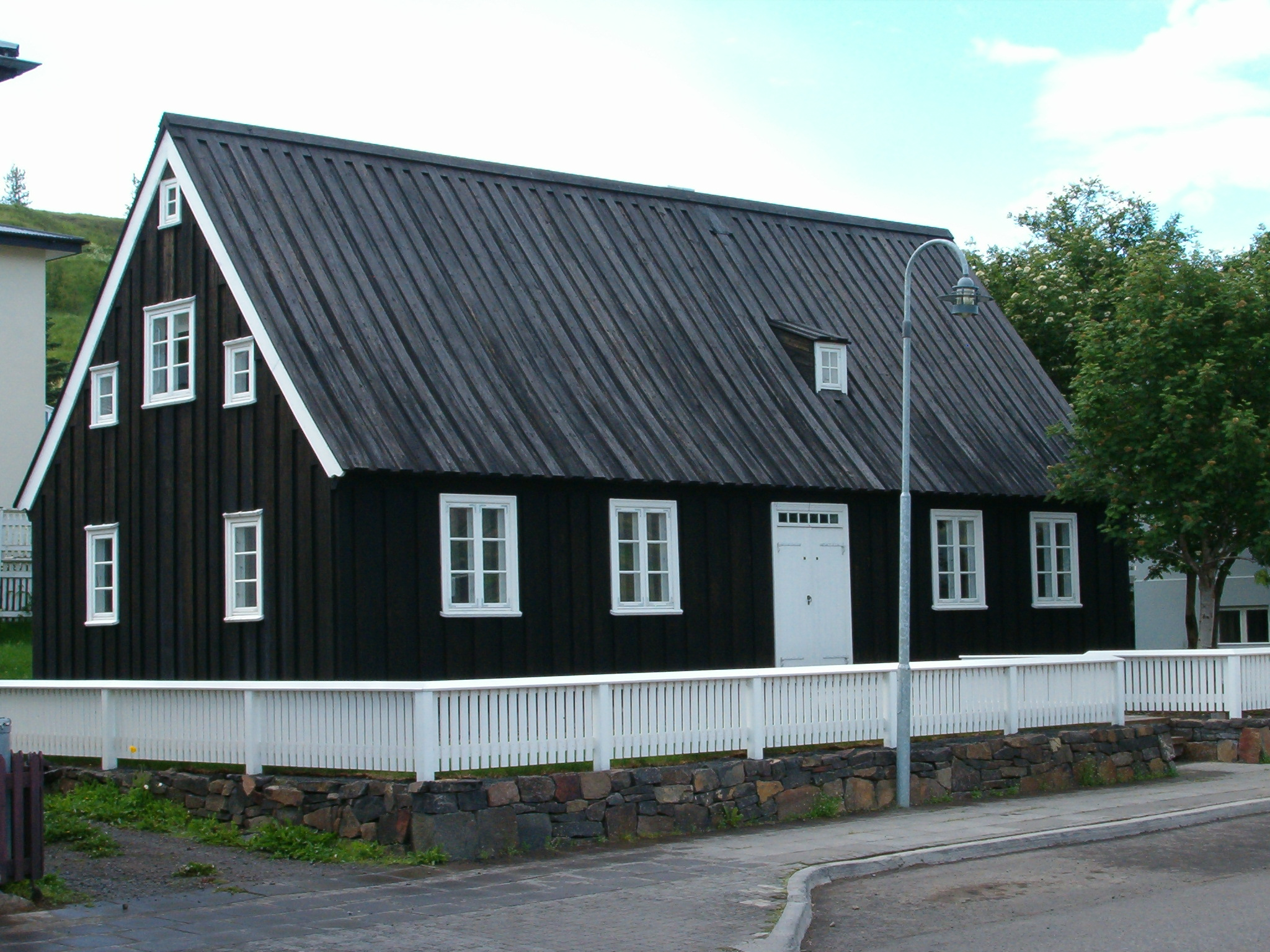
Laxdalshús

- Akureyrarkirkja - prominente Evangelisch-Lutherse kerk (ook wel IJskerk genoemd)
- Péturskirkja - katholieke kerk aan de Eyrarlandsvegur 26, een fraai huis uit 1912 dat in 1952 door de kerk verkregen is
- Laxdalshús - het uit 1795 daterende oudste huis van Akureyri, aan de Hafnarstræti 11
- Listagarður Akureyrar - de botanische tuin aan de Eyrarlandsvegur
- Nonnahús - huis en museum van de schrijver Jón Sveinsson
- Sigurhæðir - huis en museum van Matthías Jochumsson, de tekstdichter van Lofsöngur, het IJslandse volkslied
- Davíðhús - dateert uit 1944 aan de Bjarkarstígur 6, is een museum ter herinnering aan de dichter Davíð Stefánsson
- Friðbjarnarhús - gebouw uit 1856, en tevens museum van de IJslandse Orde van Goede Tempelieren
- Leikfélag Akureyrar - theater
- Nýja bíó - bioscoop in het centrum uit 1929
- Akureyri Art Museum - kunstmuseum

## Bekende inwoners van Akureyri

### Geboren
- Matthías Jochumsson (1835-1920), predikant, dichter en vertaler
- Jón Sveinsson (1857-1944), auteur van kinderboeken
- Davíð Stefánsson (1895-1964), dichter
- Viktor Arnar Ingólfsson (1955), auteur van detectiveverhalen
- Jón Jósep Snæbjörnsson (1977), zanger
- Birkir Bjarnason (1988), voetballer
- Silja Jóhannesdóttir (1988) wielrenster
- Aron Gunnarsson (1989), voetballer
- María Ólafsdóttir Grós (2003), voetbalspeelster

## Panorama

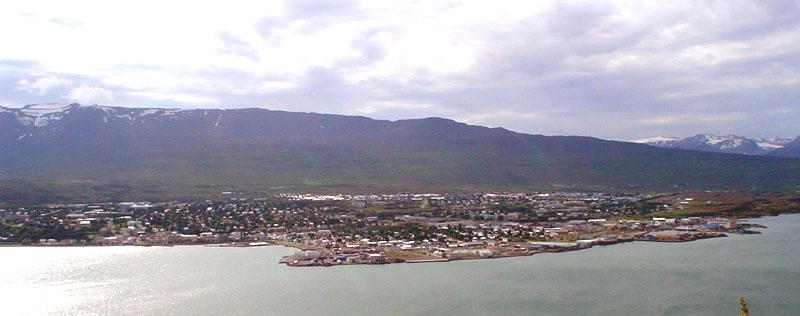
Panorama van Akureyri aan de Eyjafjörður